# McLain (Mississippi)
Pour les articles homonymes, voir McLain.
McLain est une ville américaine située dans le comté de Greene, dans le Mississippi. Selon le recensement de 2020, sa population est de 313 habitants.